# Anatoli Antonov
Anatoli Ivanovitch Antonov (en russe : Анатолий Иванович Антонов), né le 15 mai 1955 à Omsk, en URSS, est un diplomate et homme politique russe. Ancien vice-ministre de la Défense et vice-ministre des Affaires étrangères, il est ambassadeur de Russie aux États-Unis.
Il a le grade civil de conseiller d'État effectif de la fédération de Russie de 1re classe.

## Biographie
Anatoli Antonov est diplômé de l'Institut d'État des relations internationales de Moscou (MGIMO) en 1983.
Depuis 30 ans, il travaille au ministère des Affaires étrangères. En 2004, il est devenu le directeur du département de la sécurité et du désarmement au même endroit. Le 2 février 2011, il a été promu par un décret présidentiel vice-ministre de la Défense de la fédération de Russie.
Il est nommé ambassadeur de Russie aux États-Unis en août 2017, succédant à Sergueï Kisliak. Frappé de sanctions par le Canada, ainsi que par l'Union européenne et l'Ukraine, depuis février 2015 et septembre 2015 (pour l'Ukraine), à cause de l'annexion de la Crimée par la Russie l'année précédente, il s'agit donc du seul ambassadeur en poste au monde à être frappé de sanctions.
Antonov est rappelé à Moscou le 17 mars 2021 en signe de protestation de la Russie après que le président américain Joe Biden a qualifié Vladimir Poutine de « tueur ». La décision du retour d'Antonov à Washington  est prise au lendemain du Sommet de Genève entre les États-Unis et la Russie, le 16 juin 2021.

### Déclarations concernant l'invasion de l'Ukraine (2022)
Le 20 février 2022, un jour avant le discours de Vladimir Poutine sur la reconnaissance de l'indépendance de la république populaire de Donetsk et de la république populaire de Lougansk et quatre jours avant l'invasion de l'Ukraine par la Russie, Antonov a déclaré que le Donbass et Lougansk faisaient partie de l'Ukraine et que la Russie n'envisageait pas d'envahir l'Ukraine et de s'emparer de son territoire.
Le 14 mai 2022, il déclare qu'il n'y aurait jamais de capitulation de Moscou à propos de l'Ukraine. En mai 2022, il révèle que les seuls responsables américains intéressés à discuter avec l'ambassadeur de Russie sont les employés du FBI qui le bombardent, lui et ses subordonnés, de demandes ciblées sur les réseaux sociaux afin qu'il espionne contre les activités de Moscou : « Ils nous envoient des messages du genre vous devez trahir votre patrie » déclare Antonov. Le FBI confirme cette campagne d'information.